# Bataille d'Ilipa
Deuxième guerre punique
Batailles
219 av. J.-C. : Sagonte
218 av. J.-C. : Rhône, Cissa, Tessin, La Trébie
217 av. J.-C. : Victumulae, Plaisance, Èbre, Lac Trasimène, Geronium
216 av. J.-C. : Cannes, Selva Litana, Nola (1re)
215 av. J.-C. : Cornus, Dertosa, Nola (2e)
214 av. J.-C. : Nola (3e) 
 213 av. J.-C. : Syracuse
212 av. J.-C. : Capoue (1re), Silarus, Herdonia(1re)
 211 av. J.-C. : Bétis, Capoue (2e)
210 av. J.-C. : Herdonia (2e), Numistro
209 av. J.-C. : Asculum, Carthagène
208 av. J.-C. : Baecula
207 av. J.-C. : Grumentum, Métaure
206 av. J.-C. : Ilipa, Carthagène (2e) (ca)
204 av. J.-C. : Crotone
203 av. J.-C. : Utique, Grandes Plaines
202 av. J.-C. : Zama
La bataille d'Ilipa aussi connu sous le nom de bataille de Silpia, se déroule en 206 av. J.-C. entre l'armée carthaginoise menée par Hasdrubal Gisco et l'armée romaine dirigée par Publius Cornelius Scipio, qui n'est pas encore surnommé l'Africain, à la fin de la Deuxième guerre punique.

## Le début de la bataille
Rome contrôle l'essentiel des anciennes possessions de Carthage en sol ibérique: seule reste entre les mains de sa rivale la vallée du Guadalquivir dans laquelle les Carthaginois ont massé des troupes et attendent l'armée romaine. Après plusieurs jours d'attente du combat, Scipion ordonne à ses troupes de se tenir prêtes pour la bataille, un peu comme l'avait fait Hannibal pour la bataille de la Trébie

## La bataille
Le jour n'est pas encore bien clair quand Scipion lance toute sa cavalerie et ses troupes légères contre les postes puniques, puis s'avance avec son infanterie lourde. Alerté par le bruit Hasdrubal Gisco lance toute sa cavalerie sur les cavaliers romains, puis sort du camp avec l'infanterie. Les combats sont longtemps indécis entre les cavaleries - les cavaliers étant repoussés tour à tour ou à peu près - qui trouvent dans leurs lignes d'infanterie un refuge sûr ; lorsque seuls cinq cents pas séparent les lignes ennemies, Scipion fait sonner la retraite et ouvrir les rangs, sa cavalerie et son infanterie légère se dirigent vers le centre et il les divise en deux groupes puis les place en réserve derrière les ailes. Ensuite, au moment venu, il ordonne aux Espagnols de s'avancer posément et lui-même, de l'aile droite, - où il commande - envoie dire à Silanus et à Marcius d'étendre leur aile vers la gauche quand ils le verront s'étendre vers la droite, et d'engager, avec leurs fantassins et leurs cavaliers disponibles, la lutte contre l'ennemi, sans attendre. Les ailes s'étant ainsi étendues, leurs commandants conduisent chacun, rapidement, contre l'ennemi, trois cohortes de fantassins et trois de cavaliers, augmentées de leurs vélites, les autres cohortes les suivant en formant une ligne oblique. Au milieu, là où les Espagnols s'avancent plus lentement, se forme un rentrant, et alors que l'on se bat déjà aux ailes la principale force de l'armée Carthaginoise - les vétérans carthaginois et les Africains - n'est pas encore arrivée à portée de trait, et n'ose pas courir aux deux ailes aider les combattants, de peur d'ouvrir le centre aux ennemis qui approche face à elle. Les ailes, elles, se trouvent dans un combat sur deux fronts : un où les cavaliers et les troupes légères, les ayant enveloppées, les chargent de flanc, et un où les cohortes les pressent de face pour les couper du reste de leurs lignes.

## La défaite carthaginoise
C'est ainsi que des combats inégaux eurent lieu, surtout parce que la foule des Baléares et des recrues espagnoles se trouvait opposée aux soldats romains et latins; puis, le jour s'avançant déjà, les forces commençaient à manquer aux troupes d'Hasdrubal qui avaient été surprises par l'attaque de Scipion au matin et étaient partis en ligne sans rien avoir mangé, c'est ainsi que par fatigue, chaleur, faim, soif, les soldats d'Hasdrubal furent grandement éprouvés.
Finalement les Carthaginois reculèrent, tout en gardant leurs rangs, comme une ligne intacte cédant du terrain sur l'ordre de son chef. Les attaques des Romains furent si ardentes qu'ils s'enfuirent tous en se dispersant. Mais au pied des collines, ils s'arrêtèrent et se remirent en ordre. Les Romains hésitèrent à escalader les collines, mais y portèrent résolument leurs enseignes. Les Carthaginois s'enfuirent vers leurs retranchements.
Les Romains n'étaient pas loin des retranchements, quand ils furent arrêtés par une pluie violente, qui avait succédé à un soleil brûlant. Les Romains regagnèrent leur camp, dont certains avec le scrupule de ne rien avoir tenté ce jour-là. Les Carthaginois ne purent se reposer malgré la fatigue et leurs blessures, car la crainte d'une attaque des Romains leur fit renforcer le camp. Mais la défection de leurs alliés leur fit juger la fuite plus sûre que la résistance. Ensuite les Romains gagnèrent deux places fortes avec leurs garnisons, qui furent livrées par les commandants Carthaginois. Craignant qu'une fois les esprits portés à la défection, le mal ne s'étendît plus loin, Hasdrubal, dans le silence de la nuit suivante, leva le camp.
Malgré leur infériorité numérique, les troupes de Scipion mettent l'armée ennemie en déroute grâce à une bonne stratégie et cette victoire décisive leur permet de rejeter les Carthaginois au-delà de la Méditerranée. Hasdrubal Gisco rentre en Afrique et Magon Barca fuit dans les Baléares, Scipion vient de parachever la conquête romaine de l'Hispanie.

## Source
- Textes de Tite-Live traduits en français